# جنيفر جو كوب
جنيفر جو كوب (بالإنجليزية: Jennifer Jo Cobb)‏ هي سائقة سباق أمريكية، ولدت في 12 يونيو 1973 في كانساس سيتي في الولايات المتحدة.

## وصلات خارجية
- الموقع الرسمي
- جنيفر جو كوب على موقع Racing-Reference.info (الإنجليزية)